# 삼성 갤럭시 A05
삼성 갤럭시 A05 및 삼성 갤럭시 A05s는 안드로이드 스마트폰으로 삼성전자에서 제작했다. 이 스마트폰들은 2023년 9월 25일에 발표되었고, 각각 2023년 10월 15일과 2023년 10월 18일에 출시되었다. 이들은 삼성 갤럭시 A 시리즈의 일부이다.

## 디자인
전면은 유리로 되어 있고, 후면은 갤럭시 A05는 줄무늬가 있는 광택 플라스틱, 갤럭시 F05는 가죽 같은 질감의 플라스틱, 갤럭시 M05는 단순한 광택 플라스틱, 갤럭시 A05s, 갤럭시 F14, 갤럭시 M14는 무광 플라스틱으로 되어 있다.
하단에는 3.5mm 오디오 잭, 마이크로폰, USB-C 포트, 스피커가 있다. 상단에는 추가 마이크가 있다. 왼쪽에는 갤럭시 A05 및 갤럭시 A05s의 지역 모델에 따라 싱글 SIM 또는 듀얼 SIM 트레이가 있거나 다른 모델에는 듀얼 SIM 트레이만 있다. 오른쪽에는 볼륨 로커와 전원 버튼이 있으며, 갤럭시 A05s, 갤럭시 F14, 갤럭시 M14에는 지문 스캐너가 내장되어 있다.

## 사양

### 하드웨어
갤럭시 A05는 미디어텍 Helio G85 SoC과 말리-G52 MC2 GPU를 탑재하고 있으며, 갤럭시 A05s는 퀄컴 스냅드래곤 680 4G SoC와 아드레노 610 GPU를 탑재하고 있다.

### 소프트웨어
갤럭시 A05, 갤럭시 A05s는 안드로이드 13 기반의 One UI Core 5.1로 출시되었고, 이후 안드로이드 14 기반의 One UI Core 6.1로 업데이트되었다. 이후 One UI Core 6.1로 업데이트되었다.

## 반응

### 판매
카운터포인트 리서치에 따르면 삼성 갤럭시 A05는 2024년 1분기 세계 스마트폰 판매량 10위를 기록했으며, 같은 분기 안드로이드 스마트폰 판매량 5위를 기록했다.